# OpenRISC
OpenRISC est le projet phare originel de la communauté OpenCores (en). Il a pour but de développer une série d'architectures CPU RISC open source à usage général. La première (et jusqu'à maintenant l'unique) description d'architecture publiée est celle de l'OpenRISC 1000, décrivant une famille de processeurs 32 et 64 bits avec en option le support de la virgule flottante et des vecteurs.
Une équipe d'OpenCores en a fourni la première implémentation, l'OpenRISC 1200 (en), écrite en langage de description de matériel Verilog. Le design hardware a été publié sous la Licence publique générale limitée GNU, alors que les modèles et le firmware a été publié sous Licence publique générale GNU. Une implémentation de référence sur SoC, basée sur l'OpenRISC 1200 a été développée, connue sous le nom de ORPSoC (the OpenRISC Reference Platform System-on-Chip). Un certain nombre de groupes a réussi à faire une démonstration de l'ORPSoC et d'autres conceptions basées sur le OR1200 sur FPGA,.

## Implémentations commerciales
Quelques organisations commerciales ont développé des produits dérivés de l'architecture de l'OpenRISC 1000, comme le ORC32-1208 d'ORSoC (qui maintient aussi le site web d'Open Cores), ou les BA12n BA14 et BA22 de Beyond Semiconductor, une société slovène. Dynalith Systems fournit la carte de prototypage FPGA iNCITE, qui est capable de faire tourner l'OpenRISC et le BA12. Flextronics International et Jennic Limited ont fabriqué l'OpenRISC en tant que partie intégrante d'un ASIC.

## Support et outils de développement
La communauté OpenCores a porté la GNU Toolchain sur l'OpenRISC pour gérer le développement en C. En utilisant cette toolchain, uClibc, Linux et µCLinux ont aussi été portés pour le processeur. Dynalith fournit de même OpenIDEA, un environnement de développement graphique basé sur cette toolchain.
La communauté OpenCores fournit aussi un simulateur de jeu d'instructions (en) et un modèle cycle-accurate de l'OpenRISC et du ORPSoC. Un modèle plus rapide de l'OpenRISC 1200 est aussi disponible au travers de l'initiative Open Virtual Platforms (en) lancée par Imperas.
Le noyau Linux 3.1, publié le 24 octobre 2011, supporte officiellement l'architecture OpenRISC.

## Sources
- (en) Cet article est partiellement ou en totalité issu de l’article de Wikipédia en anglais intitulé « OpenRISC » (voir la liste des auteurs).